# Mohd Shahrul Mat Amin
Mohd Shahrul Mat Amin (* 6. September 1989 in Marang) ist ein malaysischer Straßenradrennfahrer.

## Sportliche Laufbahn
Mat Amin begann seine Karriere 2008 bei dem malaysischen MNCF Cycling Team. Dort gewann er bei den Nationalspielen in Malaysia das Straßenrennen. 2010 erzielte er seinen ersten internationalen Sieg, als er mit dem Angkatan Tentera Malaysia Team die erste Etappe bei der Jelajah Malaysia gewann. Außerdem belegte er den dritten Rang in der Gesamtwertung beim Melaka Governor Cup.
2011 wurde Mat Amin Mitglied im neu gegründeten UCI Continental Team Terengganu Cycling, für das er bis heute (Stand 2023) fährt. Bereits im ersten Jahr sicherte er sich den nationalen Titel im Straßenrennen, zwei Jahre später ein zweites Mal. Als guter Sprinter konnte er im Verlauf seiner Karriere eine Reihe von Siegen und weiteren Podiumsplatzierungen – vorrangig auf der UCI Asia Tour – seinem Palmarès hinzufügen. Seinen vorerst letzten Sieg erzielte er in der Saison 2017 mit einem Etappenerfolg bei der Tour de Singkarak. Ebenso in der Saison 2017 wurde er Zweiter im Straßenrennen bei den Südostasienspielen.

## Erfolge
2010
- eine Etappe Jelajah Malaysia

2011
- Malaysischer Meister – Straßenrennen
- eine Etappe Tour de Brunei
- eine Etappe Tour d’Indonesia

2012
- eine Etappe Jelajah Malaysia

2013
- eine Etappe Tour de Taiwan
- Punktewertung Banyuwangi Tour de Ijen
- Malaysischer Meister – Straßenrennen

2016
- eine Etappe Tour de Singkarak

2017
- eine Etappe Tour de Lombok
- eine Etappe Tour de Singkarak